# Cantonul Saint-Galmier
Cantonul Saint-Galmier este un canton din arondismentul Montbrison, departamentul Loire, regiunea Rhône-Alpes, Franța.

## Comune
| Comune                 | Populație (1999) | Cod poștal | Cod INSEE |
| ---------------------- | ---------------- | ---------- | --------- |
| Andrézieux-Bouthéon    | 9 508            | 42160      | 42005     |
| Aveizieux              | 1 371            | 42330      | 42010     |
| Bellegarde-en-Forez    | 1 775            | 42210      | 42013     |
| Chambœuf               | 1 516            | 42330      | 42043     |
| Cuzieu                 | 1 478            | 42330      | 42081     |
| Montrond-les-Bains     | 4 608            | 42210      | 42149     |
| Rivas                  | 490              | 42340      | 42185     |
| Saint-André-le-Puy     | 1 189            | 42210      | 42200     |
| Saint-Bonnet-les-Oules | 1 425            | 42330      | 42206     |
| Saint-Galmier          | 5 705            | 42330      | 42222     |
| Veauche                | 8 276            | 42340      | 42323     |